# Нукус

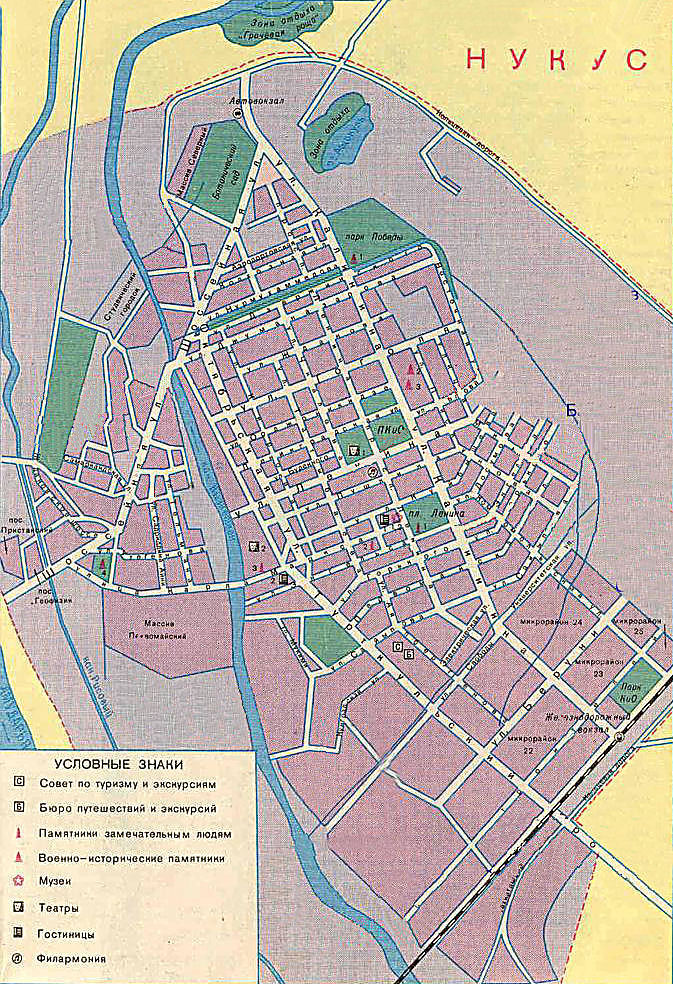
Советская туристическая карта Нукуса 1982-года

Нуку́с (каракалп. Nókis / Нөкис, узб. Nukus / Нукус) — город в Узбекистане, столица суверенной Республики Каракалпакстан, город республиканского подчинения.
Крупнейший по численности населения город региона, важнейший политический, экономический, культурный и научный центр республики. Расположен на юге республики, недалеко от границы с Туркменистаном. К западу от города протекает река Амударья.

## Этимология
Происхождение названия города связывают со старым племенным названием каракалпаков — нукус. По оценке В. А. Никонова, русская передача топонима фонетически далека от подлинника, каракалпакская ближе к Нёкис. Другая версия происхождения топонима выводит его из иранских языков в значении «девять человек», от таджикского нух — «девять» и кас — «человек», восходя к легенде о 9 богатырях — родоначальниках каракалпаков.

## История
Город Нукус возведён на месте древнего городища Шурча. По данным археологов, поселение возникло в IV веке до н. э. и просуществовало до IV века н. э.
В настоящее время изучение его следов затруднено (на этом месте теперь кладбище), однако, по имеющимся данным, можно утверждать, что городище было одним из оборонительных сооружений, которые прикрывали границы древнего хорезмского государства, а также контролировали водный путь по Амударье.
В 60-х годах XIX века на этом месте возник аул Нукус (каракалп. No’kis — название одного их каракалпакских родов, восходящее к названию монгольского рода нохос).
Первые упоминания о Нукусе, как военной крепости, относятся к XII веку, но те ранние сооружения не сохранились.
Крепость была воссоздана заново в 1874 году, после того как центром Аму-Дарьинского отдела Сыр-Дарьинской области Российской империи и резиденцией начальника Аму-Дарьинского отдела Туркестанского военного округа стал нынешний Турткуль (в прошлом — Петроалександровск).
Эта крепость прослужила недолго — в 1907 году её перестроили (остатки сохранилась до настоящего времени). В том же 1874 году здесь была построена гидрометеостанция, которая стала первой и единственной подобной станцией в низовьях Амударьи.
Новейшая история города не так богата событиями. Известно, что в 1887 году для проживающего в крепости населения была открыта школа, которая проработала около двух лет. Одновременно была открыта и больница.
Первоначально население крепости составляли каракалпаки, основными занятиями которых были земледелие и скотоводство (мужчины дополнительно занимались ещё и охотой). Постепенно в город стали переселяться и представители других народов.
После обретения Каракалпакской областью национального статуса и вхождения в неё Амударьинского района Турткуль стал главным городом области. Однако он не вполне соответствовал критериям областного центра.
Кроме того, над городом всегда висела угроза быть смытым полноводной Амударьёй, поскольку он находился в непосредственной близости от реки (их разделяло всего 12 км).
Перед правительством встал вопрос о перенесении областного центра в более безопасное место, и Нукусу, можно сказать, повезло — 2 ноября 1930 года власти решили сделать столицей Каракалпакстана именно этот город.
Полтора года ушло на различные согласования и подготовительные меры, а уже с 1 апреля 1932 года жители Нукуса могли называть свой город столицей.
В окрестностях Нукуса в советские годы находилась лаборатория и полигон, на котором испытывалось, в частности, нервно-паралитическое отравляющее вещество «Новичок». Объект был утилизирован в 1990-е годы силами США.
Указом Президента Узбекистана от 12 декабря 1992 года город Нукус награждён Почётной грамотой Республики Узбекистан.

Нукус награждён: 
за успехи в хозяйственном и культурном строительстве, за образцовую организацию работ по благоустройству и в связи с 60-летием.
Указом Президента Узбекистана от 11 сентября 2003 года столица Каракалпакстана награждена орденом «Дустлик».

Нукус награждён: 
за достойный вклад в экономическое и социальное развитие нашей страны, достижение в сложных экологических условиях высоких результатов во многих сферах жизни, большую работу, осуществляемую жителями города в деле укрепления дружбы и согласия между всеми нациями и народностями, проживающими в нашей страны, бережного сохранения и обогащения национальных ценностей, воспитания молодого поколения в духе любви и преданности Родине и в связи с 70-летием.

## География
Нукус расположен в южной части Каракалпакстана, на правом берегу Амударьи, в 800 км к северо-западу от Ташкента (1255 км по дороге).
Южная и восточная части города окружены пустыней Кызылкум. Северная часть города граничит с дельтой Амударьи. Через город проходят магистральный канал Кызкеткен (Дослык) и канал Анасай (Каттагар).

Туристическая карта Нукуса 2010-года

## Климат
Климат — континентальный, сухой, с длительным малооблачным жарким летом и мягкой малоснежной зимой. В среднем лето наступает с третьей декады апреля, когда среднесуточная температура начинает превышать +15 C° и заканчивается в первую декаду октября. Пик жаркого периода обычно начинается 14 июня и заканчивается 13 августа. Среднее количество дней со среднесуточной выше +15 C° — 165, а жарких дней (среднесуточная выше +25 C°) — 70.
Зима (период с отрицательной среднесуточной температурой) начинается в первых числах декабря и заканчивается в последние числа февраля. Наиболее холодный период — с 25 декабря до 5 февраля. Среднее количество дней со среднесуточной ниже 0 C° — 100, а ниже −5 C° — 40. Зимой часты оттепели, которые регулярно сменяются морозами. Ввиду глобального потепления зимний период стабильно сокращается, а рост средних температур особенно заметен в зимние месяцы.
| Показатель | Янв.  | Фев.  | Март  | Апр. | Май  | Июнь | Июль | Авг. | Сен. | Окт.  | Нояб. | Дек.  | Год   |
| --- | ----- | ----- | ----- | ---- | ---- | ---- | ---- | ---- | ---- | ----- | ----- | ----- | ----- |
| Абсолютный максимум, °C | 17,6  | 25,1  | 32,6  | 36,1 | 42,6 | 43,6 | 44,8 | 43,2 | 39,4 | 34,3  | 26,2  | 17    | 44,8  |
| Средний суточный максимум, °C | 0,1   | 3,1   | 11    | 20,7 | 28,6 | 33,3 | 35,3 | 33,2 | 27,4 | 18,6  | 9,5   | 2,3   | 18,6  |
| Средняя температура, °C | −4,3  | −2,3  | 4,9   | 14,4 | 21,7 | 26,8 | 28,8 | 26,3 | 19,7 | 11,2  | 3,4   | −2,1  | 12,4  |
| Средний суточный минимум, °C | −8,7  | −7,5  | −0,6  | 6,6  | 13,9 | 18,1 | 20   | 17,7 | 11,5 | 4,4   | −1,9  | −6,3  | 5,6   |
| Абсолютный минимум, °C | −34,2 | −30,8 | −25,3 | −7,3 | 1,4  | 6    | 9,2  | 7,1  | −2,5 | −10,2 | −24,3 | −26,3 | −34,2 |
| Источник: http://www.pogodaiklimat.ru/history/38264.htm а также https://ru.weatherspark.com/y/105891/Обычная-погода-в-Нукус-Узбекистан-весь-год и "Климат Нукуса" Гидрометеоиздат Ленинград 1986 |       |       |       |      |      |      |      |      |      |       |       |       |       |

| Показатель              | Янв.  | Фев.  | Март  | Апр. | Май  | Июнь | Июль | Авг. | Сен. | Окт. | Нояб. | Дек.  | Год   |
| ----------------------- | ----- | ----- | ----- | ---- | ---- | ---- | ---- | ---- | ---- | ---- | ----- | ----- | ----- |
| Абсолютный максимум, °C | 8,8   | 14,4  | 22,8  | 31,1 | 36,3 | 40,2 | 40,9 | 39,8 | 35,5 | 28,8 | 20,5  | 11,7  | 40,9  |
| Абсолютный минимум, °C  | −19,5 | −18,5 | −11,2 | −1,9 | 6,7  | 10,6 | 13,9 | 10,7 | 3,7  | −4,1 | −11,5 | −16,4 | −19,5 |

| Наиболее тёплые месяцы и год |              |           |             |          |           |           |             |               |              |             |              |          |
| Январь 2002                  | Февраль 1999 | Март 2008 | Апрель 2012 | Май 2021 | Июнь 2021 | Июль 2018 | Август 2014 | Сентябрь 2005 | Октябрь 1997 | Ноябрь 1995 | Декабрь 1971 | Год 2021 |

| Показатель                    | Янв. | Фев. | Март | Апр. | Май  | Июнь | Июль | Авг. | Сен. | Окт. | Нояб. | Дек. | Год  |
| ----------------------------- | ---- | ---- | ---- | ---- | ---- | ---- | ---- | ---- | ---- | ---- | ----- | ---- | ---- |
| Средний суточный максимум, °C | 3,6  | 10,4 | 18,9 | 27,2 | 32,6 | 35,9 | 38,1 | 35,8 | 29,1 | 23,7 | 13,5  | 6,7  |      |
| Средняя температура, °C       | 1,5  | 4,9  | 13,4 | 21,1 | 26,2 | 30   | 32,4 | 29,4 | 22,7 | 16,8 | 7,9   | 3,2  | 14,2 |
| Средний суточный минимум, °C  | −0,6 | −0,6 | 7,2  | 15   | 21,8 | 24   | 26,5 | 23   | 16,7 | 11,9 | 3     | 0,8  |      |

| Наиболее холодные месяцы и год |              |           |             |          |           |           |             |               |              |             |              |                  |
| Январь 1977 и 2008             | Февраль 1945 | Март 1960 | Апрель 1937 | Май 1940 | Июнь 1947 | Июль 1938 | Август 1951 | Сентябрь 1958 | Октябрь 1976 | Ноябрь 1950 | Декабрь 1944 | Годы 1954 и 1969 |

| Показатель                    | Янв.  | Фев.  | Март | Апр. | Май  | Июнь | Июль | Авг. | Сен. | Окт. | Нояб. | Дек.  | Год  |
| ----------------------------- | ----- | ----- | ---- | ---- | ---- | ---- | ---- | ---- | ---- | ---- | ----- | ----- | ---- |
| Средний суточный максимум, °C | −9,9  | −5,6  | 5,8  | 17,6 | 23,7 | 31,1 | 31,8 | 31,1 | 24,1 | 13,3 | 3,1   | −5,3  |      |
| Средняя температура, °C       | −15,5 | −12,7 | −1,6 | 9,9  | 17   | 23,1 | 24,7 | 23,4 | 16,6 | 7    | −3,4  | −11,5 | 10,3 |
| Средний суточный минимум, °C  | −20,6 | −19   | −6,9 | 2,7  | 10,1 | 14,4 | 16,6 | 14,7 | 8,4  | −0,6 | −9,5  | −16,9 |      |

|                | Динамика изменения средних температур за сорокалетний период |         |      |        |      |      |      |        |          |         |        |         |         |
|                | Январь                                                       | Февраль | Март | Апрель | Май  | Июнь | Июль | Август | Сентябрь | Октябрь | Ноябрь | Декабрь | Годовая |
| С 1936 по 1979 | -5,3                                                         | -3,3    | 3,8  | 13,3   | 21   | 25,7 | 27,7 | 25,2   | 19,2     | 10,7    | 2,7    | -3,5    | 11,4    |
| С 1980 по 2021 | -3,5                                                         | -1,7    | 5,6  | 15,0   | 22,1 | 27,5 | 29,5 | 27,0   | 20,0     | 11,6    | 3,6    | -1,7    | 12,9    |

## Население
| Год                  | 1933 | 1939 | 1959 | 1974 | 1987 | 1989  | 1991 | 1998 | 1999 | 2006  | 2010  | 2014  | 2016  | 2017  | 2018  | 2019  | 2020  | 2021  | 2023  | 2024  | 01.10.2024 |
| Население, тыс. чел. | 11   | 10   | 39   | 88   | 152  | 170,3 | 180  | 197  | 199  | 257,8 | 271,4 | 295,2 | 303,8 | 309,9 | 312,1 | 316,3 | 319,8 | 325,1 | 335,4 | 339,3 | 343,5      |

## Экономика
В Нукусе имеются следующие промышленные предприятия: Нукусский винзавод (АО «No’kis Vinozavodi»), созданный в 1947 году; ООО «Нукус Лакрица»; ООО «Nukus Textile»; Samsung Electronics; АО «Каракалпакхлебопродукт»; Каракалпакский филиал «Тошрангметалзаводи»; Нукусский консервный завод (закрыт), ООО «Orient Technology», заводы Artel, ЖБИ, ДСК (закрыт) на его месте Nukus sity; Нукусский ремонтно-механический завод ООО «НОКИС-РЕММАШ»; ООО «Коракалпок Толаси»; молочные мини-заводы ООО «Panamilk», ООО «Nukus Dilisha».
Построили заводы полимеров Nukus Polimer, электротехнических изделий Nukus Electroapparat, Nukus Shpritszavod, а также комбинаты по производству строительных материалов.

## Достопримечательности
Государственный музей искусств имени И. В. Савицкого.
В Нукусе расположен Государственный музей искусств имени И. В. Савицкого, который является лучшим художественным собранием Азиатского региона, обладая второй по значимости и численности коллекцией произведений русского авангарда. Английская газета «Гардиан» назвала музей «одним из прекраснейших музеев мира» (Amelia Gentleman «Savitsky’s secret Hoard». The Guardian, January 1, 2001). О коллекции Нукусского музея говорят, что она «проливает свет на историю русского искусства» и «даёт истинную картину художественной жизни 1920—1930 гг» (проф. Хансен-Леве, Ж. К. Маркаде).
Государственный музей искусств Республики Каракалпакстан им. И. В. Савицкого прослеживает культурный отрезок, начиная с III века до нашей эры и до современности. Здесь представлены предметы материальной и художественной культуры древнего Хорезма, народно-прикладное искусство каракалпаков — немногочисленной в прошлом полукочевой этнической группы, проживающей на северо-западе Узбекистана и имеющей древнейшую историю и самобытную культуру. В отделе изобразительного искусства сосредоточена не только национальная художественная школа Каракалпакстана, но и произведения основоположников живописной культуры Узбекистана — многонационального коллектива художников, работавших в Средней Азии в начале XX века.

Краеведческий музей Каракалпакстана
Краеведческий музей Каракалпакстана в городе Нукус — один из старейших музеев всей Центральной Азии. История музея насчитывает около 80 лет[когда?]

, а его экспозиции поистине уникальны и интересны.
На сегодняшний день музей насчитывает более 56 тысяч экспонатов, среди которых есть действительно ценные и редкие, например, чучело последнего туранского тигра, ныне вымершего. Экспонаты постоянно пополняются благодаря археологическим раскопкам, а также сотрудничеству с различными университетами и академиями.

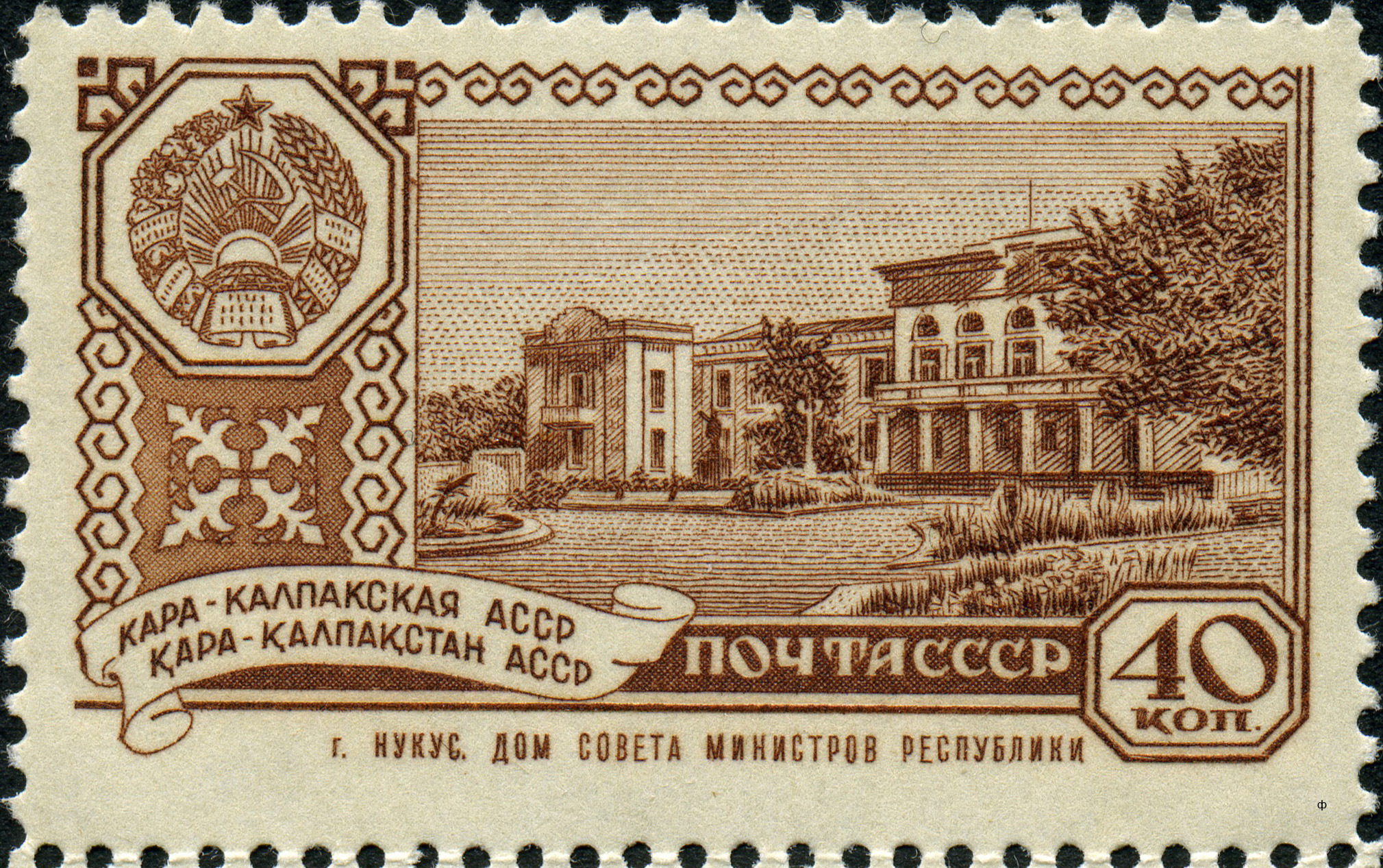
Почтовая марка СССР 1960 г. Нукус. Дом совета министров республики.

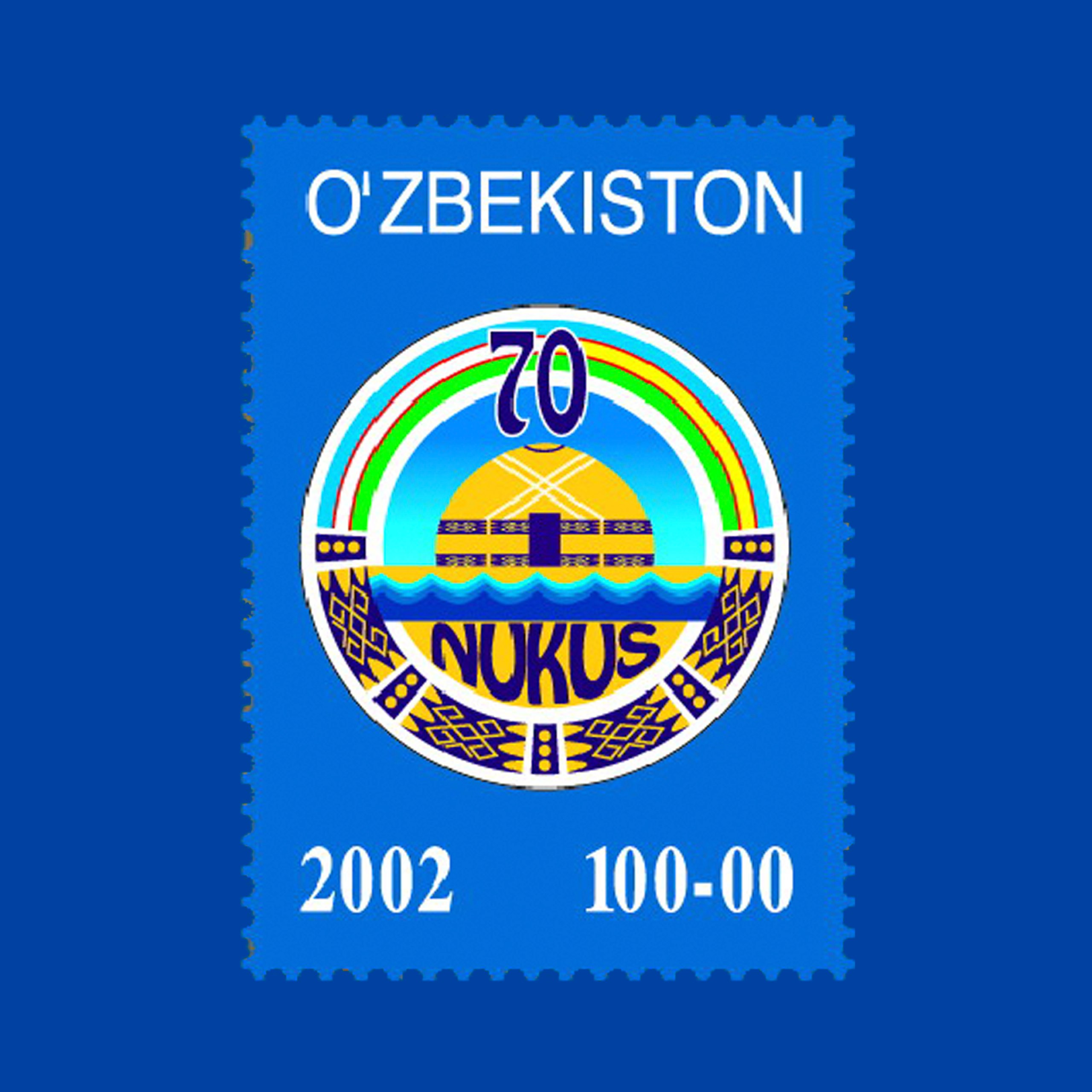
Почтовая марка Узбекистана 2002 г.

Всего в музее насчитывается 21 зал, все они разделены по тематикам: природа, археология, этнография и современная история края. Очень интересны залы природы, которые пользуются особой популярностью у детей и дают представление о флоре и фауне республики. Отдел археологии содержит макеты древних городищ и предметы, найденные на раскопках. Интересна экспозиция народных умельцев, с вышивками, ткаными коврами, ювелирными изделиями и музыкальными инструментами. Представлено здесь и традиционное жилище местного населения — каракалпакская юрта.
Каракалпакский государственный музей имени Бердаха
В 1997 году, в связи со 170-летием великого каракалпакского поэта-мыслителя Бердаха, было решено создать музей его имени. Здание музея было построено 1998 году рядом с Каракалпакским государственным университетом.
Общая площадь музея — 1,26 тыс. м². Он представляет собой трёхэтажное здание с одним большим и шестью малыми куполами. Автором является известный в республике архитектор, лауреат государственной премии имени Бердаха Орынбай Торениязов.
Музей — сокровищница культурного наследия народа, зеркало истории, где отражается весь исторический путь, пройденный народом с древнейших времён и до сегодняшнего дня. Музей Бердаха, оправдывая своё призвание, украшает город своей оригинальной архитектурой.
Изучая творчество поэта, можно назвать Бердаха первым историком каракалпакского народа. Его произведение «Шежире» («Родословная») воистину является генеалогией целого народа (не только каракалпаков), так как оно содержит в себе сведения о тюркских народах в целом. В поэме встречаются имена около 300 персонажей, исторических личностей, внёсших свой немалый вклад в историю народа. У Бердаха есть поэмы, посвящённые национальным героям, такие как «Амангельди», «Ерназар бий» и другие; образы этих героев по сей день хранятся в народной памяти.
Помимо поэтического дара, Бердах обладал и талантом бахсы (род музыкального искусства). Он славился этим не только среди каракалпаков, но и среди соседних народов: узбеков Хорезма и туркмен.
С учётом широты интересов поэта и многогранности его творчества, в музее выставлены экспозиции, отражающие историю, этнографию и культуру каракалпаков. Особый интерес представляет зал древних рукописей, где хранятся письменные памятники на арабском, персидском и тюркском языках, сохранившиеся до наших дней. Предусматривается также организация специальных тематических залов археологии, искусства и истории.
Планируется, что в будущем музей станет центром реставрации, консервации и изучения письменных памятником в Каракалпакии и тем самым возьмёт на себя научно-познавательную функцию.
Экспозиции дают также знания об истории образования и воспитания в Каракалпакии, о духовных учебных заведениях прошлого и настоящего (медресе и мектебax), о первых советских учебных заведениях, об истории становления высшего и среднего образования в Каракалпакии.
В Нукусе находится Каракалпакский государственный музыкальный театр имени Бердаха (бывший имени Станиславского).
В городе есть памятники Бердаху, Улугбеку, Ажиниязу и другим.
В окрестностях города расположены археологические памятники: Шылпык — зороастрийская дахма — и некрополь древнего Миздахкана.
Шылпык
Кольцевидное в плане сооружение Шылпык расположено на автомобильной трассе в 43 км от Нукуса по направлению на юг (на Хиву, Самарканд, Ташкент), на вершине конического холма высотой 35—40 м.
В плане он имеет форму незамкнутого, немного приплюснутого круга диаметром 65—79 м. Стены достигают высоты 15 м.
Шылпык был воздвигнут во II—IV веках как зороастрийская дахма. В IX—XI веках его использовали местные жители округи в качестве сигнальной башни.
Ток-кала (Дарсан)
Городище Ток-кала (Дарсан) расположено в 14 км к западу от Нукуса, на небольшом естественном холме Токтау. Общая площадь 8 га. Памятник состоит из трёх частей — античной, раннесредневековой и могильника.
Самое последнее исследование было проведено в 1998 г. во время учебной полевой археологической практики кафедры истории НГПИ им. Ажинияза. Изучалась топография городища, в раннесредневековой части были проведены раскопки помещения площадью 18 м². Было вскрыто погребение человека, найдены кости внутри небольшого керамического лепного сосуда типа хумча. Оно было прикрыто кирпичом, возможно, снятым с античной стены городища.

Генеральный план Токтау. Токтау «Насыпная гора», оно связано с легендой об искусственном холме, насыпанном Девом, на котором построена крепость.

## Наука и образование, медицина, культура и спорт
В городе расположены Каракалпакское отделение Академии наук РУз, несколько НИИ (в том числе институт истории, археологии и этнографии, филиал Узбекского научно-исследовательского института педагогических наук имени Т. Н. Кары-Ниязова (УзНИИПН), Каракалпакский государственный университет, Нукусский государственный педагогический институт имени Ажинияза, филиал Ташкентского института педиатрии, филиал Ташкентского государственного аграрного университета, Нукусский филиал Ташкентского университета информационных технологий имени Аль-Хорезми, Нукусский филиал Ташкентского государственного технического университета, Нукусский филиал Института спорта и культуры Республики Узбекистан, Нукусский филиал Ташкентского государственного стоматологического института), 51 общеобразовательных школ, колледжи, академические лицеи, 5 школ-интернатов, 52 детских дошкольных учреждений и 2 библиотек. Работают 9 семейных поликлиник.
Имеются Каракалпакский государственный музей имени Бердаха, Театр драмы имени Бердаха, Каракалпакский Государственный Кукольный театр, Каракалпакский Государственный театр юного зрителя.
В городе около 200 спортивных залов и спортплощадок, включая городской стадион «Туран», ипподром, плавательный бассейн, школу гребли и т. д.

### Футбол
«Арал» — местный футбольный клуб, чьей домашней ареной является стадион «Туран».

## Транспорт

### Воздушный
Нукусский аэропорт имеет трёхкилометровую ВПП и способен принимать все типы самолётов. Из Нукуса совершаются регулярные рейсы, в частности, в Ташкент.

### Железнодорожный и автобусный

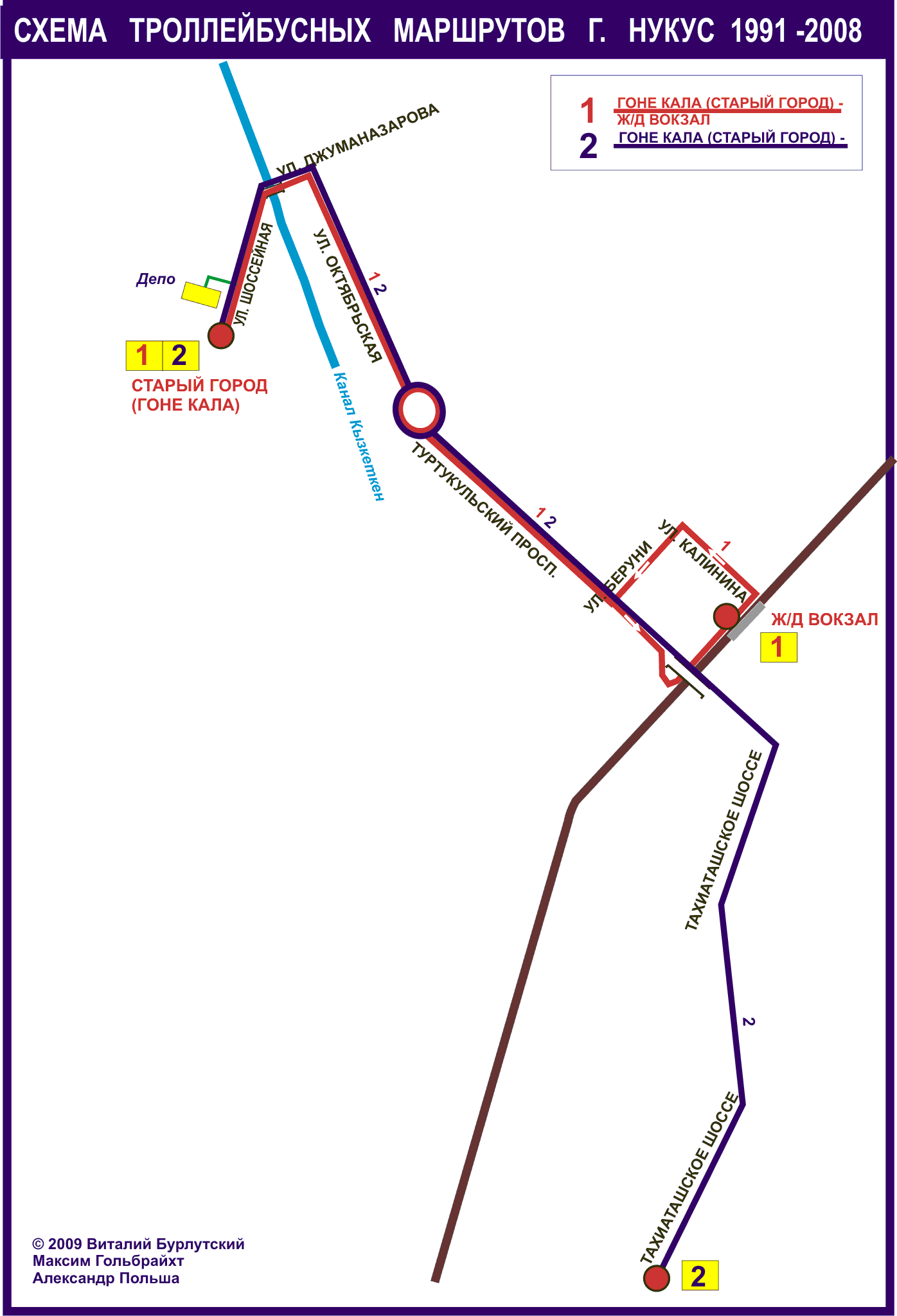
Схема троллейбусных маршрутов (2002—2007)

Через железнодорожный вокзал проходят поезда республиканского (Кунград — Ташкент, Нукус — Бейнеу, Кунград — Андижан) и международного (Волгоград (Россия) — Ташкент, Волгоград (Россия) — Душанбе (Таджикистан), Волгоград (Россия) — Худжанд (Таджикистан), Волгоград (Россия) — Куляб (Таджикистан)) значения. Современные автовокзалы («Северный», «Южный» и «Гоне кала») обеспечивают регулярные рейсы в города и районы Узбекистана.

### Городской
Городской транспорт — автобус (подвижной состав марки SAZ на шасси Isuzu), маршрутное такси (Daewoo Damas и ГАЗ-3221) и такси. С 1991 до 2007 года действовал троллейбус.

## Городская администрация Нукус
- Каратау
- Бестобе

## Города-побратимы
- Кызылорда, Казахстан

## Главы города
- Опаев Жалгас Айманович[24] (09.01.2015 — 2018)
- Парахат Торешов (2018—2020)
- Панаев Утемурат (2020—2023)
- Данияров Абатбай Сапарбаевич (с 26.07.2023 по н.в.)[25]